# Hermann Wedekind

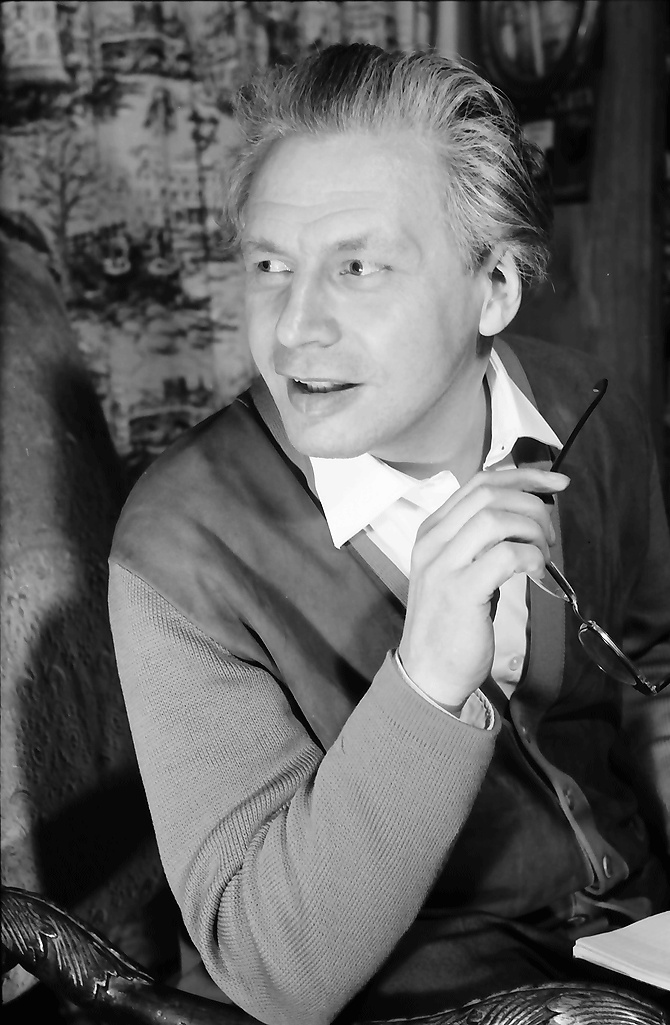
Hermann Wedekind (1958)

Hermann Wedekind (* 18. November 1910 in Coesfeld; † 16. Januar 1998 in Wadern) war ein deutscher Schauspieler, Opernsänger, Regisseur und Theaterintendant.

## Leben
Hermann Wedekind, ein gebürtiger Westfale, verbrachte seine Jugend in Witten. Nach dem Besuch eines der zwei Gymnasien in Witten wurde er Volontär am Stadttheater Hagen und dort 1932 als Schauspieler verpflichtet. Danach spielte er am Bielefelder Theater jugendliche Charakterrollen, bis ihn Heinz Hilpert 1935 an das Deutsche Theater nach Berlin holte. Nach einem Konflikt mit dem von ihm verehrten Hilpert ging Wedekind an das Schauspielhaus nach Königsberg, kehrte aber nach einer Spielzeit nach Berlin an das Deutsche Theater zurück, um dort bis 1943 als Hilperts persönlicher Regieassistent zu arbeiten. Dann folgte eine kurze Zeit als Sänger: An der Staatsoper in Danzig (1943) erntete er erste Lorbeeren als jugendlicher Heldentenor, und für die Spielzeit 1943/44 erhielt er an der Dresdner Staatsoper einen Vertrag, der allerdings schon ein halbes Jahr später endete, da im September 1944 alle deutschen Theater geschlossen wurden.
Die Luftangriffe auf Dresden erlebte Hermann Wedekind unmittelbar mit. Diese hinterließen bei ihm einen tiefen Eindruck, der sein ganzes späteres Wirken maßgeblich beeinflusste. So enthält das später von ihm bearbeitete Mysterienspiel Katharina von Georgien des evangelischen Barockdichters Andreas Gryphius eine Anfangssequenz, die auf Wedekinds eigenes Erleben zurückzuführen ist: Die Schilderung der Bombardierung Dresdens mit Phosphorbomben, das Erleben einer irre gewordenen Frau („Ich habe meinen Hut verloren“) und sein „Erweckungserlebnis“ durch den Gesang einer Amsel am Morgen danach.
In den Nachkriegsjahren von 1946 bis 1950 war Wedekind zunächst Oberspielleiter der Oper und Leiter der Schauspielschule des Theaters in Bonn. Danach, von 1951 bis 1954, leitete er als Intendant der Städtischen Bühnen das Theater in Münster, bei dessen Aufbau er nach dem Krieg mithalf, und ging anschließend als Intendant (Direktor) an das Stadttheater Basel, wo er 1960 Generalintendant wurde bevor er 1960 bis 1976 die Intendanz des damaligen Saarbrücker Stadttheaters, heute Saarländisches Staatstheater, übernahm. Mit seiner Verpflichtung des Dirigenten Siegfried Köhler als Generalmusikdirektor im Jahr 1964 begann eine künstlerische Zusammenarbeit, die das Saarbrücker Musiktheater weit über die bundesdeutschen Grenzen hinaus bekannt machte. Als Generalintendant hatte er, nachdem er nach Moskau eingeladen worden war, 1972 auch Tbilissi in Georgien (damals eine Republik der UdSSR) besucht, Kontakt zu georgischen Regisseuren und Schauspielern aufgenommen und sie nach Saarbrücken eingeladen. In Tbilissi erlebte er die georgische Oper Daissi von Sacharia Paliaschwili, deren im Januar 1973 erfolgte Aufführung als Gastspiel in Saarbrücken er daraufhin organisierte.
1975 endete seine Tätigkeit als Theaterchef in Saarbrücken, nicht jedoch sein Einsatz als Regisseur und Initiator grenzüberschreitender Aktivitäten, vor allem im Kontakt mit osteuropäischen Ländern und hier besonders mit Georgien (UdSSR). Er war dort Gastregisseur, ebenso in Amerika, Frankreich, in der Schweiz, in Osterreich, Polen, Rumänien, Jugoslawien, Spanien, Iran und in den Niederlanden. Ab 1976 war er Pensionär.
In Georgien inszenierte er die Opern Lohengrin (März 1973 in Tbilissi, unterstützt von Saarbrücker Personal mit dem dortigen Ensemble), Die Zauberflöte (Erstaufführung in Tbilissi im Dezember 1975), Der fliegende Holländer (1977) und Margarete (1979) sowie die Theaterstücke Draußen vor der Tür von W. Borchert (Erstaufführung 1981) und Katharina von Georgien von Andreas Gryphius (in deutscher und georgischer Sprache von Wedekind neu bearbeitet), uraufgeführt 1982 in Tbilissi.
Aufbauend auf den kulturellen Kontakten Wedekinds zu Georgien im Kaukasus von 1972 bis 1974 entstand im Jahr 1975 auf Initiative seines persönlichen Freundes, des damaligen Bürgermeisters (ab 1976 Oberbürgermeister) der Landeshauptstadt des Saarlandes, Oskar Lafontaine die erste Städtepartnerschaft einer Stadt im Bereich der NATO (Saarbrücken) mit einer Stadt im Bereich des Warschauer Pakts (Tiflis, der Hauptstadt Georgiens), und das „mitten im Kalten Krieg“. Diese erste deutsch-sowjetische (geschlossene) Städtepartnerschaft wurde mit jährlichen Freundschaftsbegegnungen verbunden (1987 wurden die Beziehungen zwischen Georgien und dem Saarland im Sinne einer Länderpartnerschaft noch erweitert).
Wedekind, der 1968 in Saarbrücken russische Theatertage organisierte und damit die Bühne für ein „Theater der Welt“ eröffnete, richtete auch Internationale Theatertage: Kunst kennt keine Grenzen aus. Er verstand sich nach dem Zweiten Weltkrieg als Botschafter der Kunst und des Friedens. Sein persönliches Motto war „Kunst kennt keine Grenzen, Kunst führt die Völker zusammen!“ Viele junge Künstler wie etwa die Sängerin Montserrat Caballé wurden von ihm entdeckt und gefördert. Doch auch die Arbeit mit Theaterlaien, denen er professionelle Leistungen abverlangte, wurde von vielen Seiten anerkannt und unterstützt. Und immer wieder hat er sein Schaffen in den Dienst der globalen Völkerverständigung gestellt.
1974 wurde die von Otar Taktakischwili komponierte georgische Oper Mindia in Saarbrücken (und damit erstmals im Westen) unter Leitung des Komponisten aufgeführt. Bei Austauschgastspielen führte Wedekind die Dramen Nathan der Weise und Der Besuch der alten Dame auf. Im Jahr 1983 erfolgte durch ihn die Uraufführung von Der Reichstagsbrand von F. Gerk. Er spielte in dem Filmen Der Richter von Zalamea und Der Puppenspieler und sang im Konzert Arien und Lieder von Joseph Haydn.

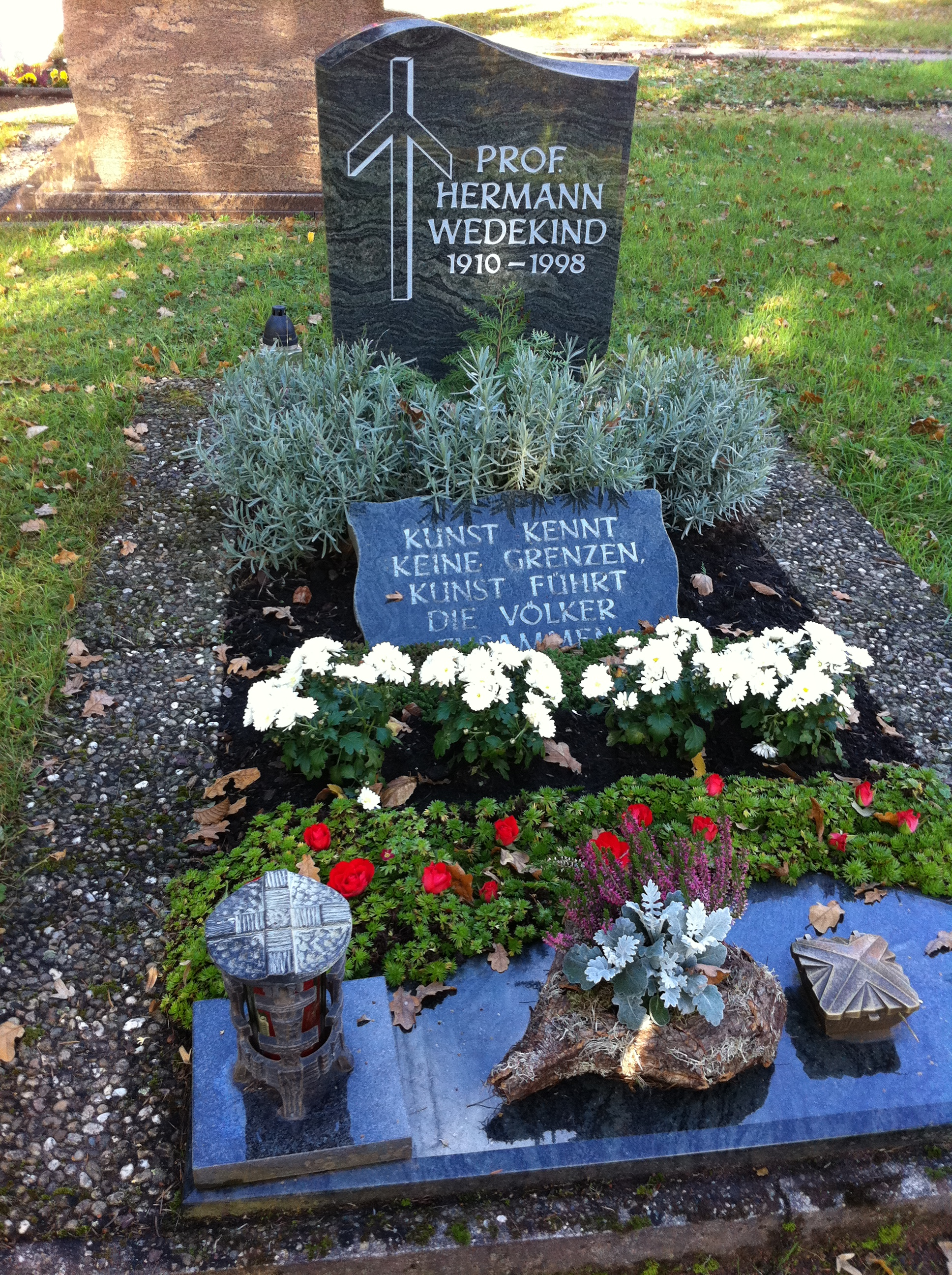
Wedekinds Grab in Wadern

Hermann Wedekind war katholisch und lebte zuletzt in Kirf-Beuren, wo er eine Kulturscheune aufbaute, und im Waderner Stadtteil Wedern. Er starb im 88. Lebensjahr in seinem langjährigen Wohnsitz im saarländischen Wadern. Auf dem dortigen Friedhof wurde er beigesetzt. Sein Nachlass ist im Landesarchiv Saarbrücken überliefert.

## Familie
Hermann Wedekind lebte in einer Schauspielerfamilie. Verheiratet war er mit der Schauspielerin Margarete Wedekind, geborene Schau und bekannt als Grete Schaun-Wedekind (* 1911 in Berlin; † 2007). Sein jüngerer Bruder Werner Wedekind († 1999) gründete 1950 in Karlsruhe das Theater „die insel“ und leitete dieses als Intendant bis 1999. Für das Theater war Hermann Wedekind als Gastregisseur tätig. Er hatte drei Kinder. Einer seiner Söhne ist der Regisseur und frühere Heidelberger Oberspielleiter Michael Wedekind (* 1941). Seine Tochter, die Münchener Schauspielerin Claudia Wedekind, war ab 1986 mit dem Schauspieler Hansjörg Felmy († 2007) verheiratet. Ein weiterer Sohn ist der Tierarzt Andreas Trötschel (Sohn der Sängerin Elfride Trötschel). Eine Enkelin Wedekinds, Viola Wedekind (* 1978), ist Schauspielerin.

## Festspiele Balver Höhle
1949 übernahm Hermann Wedekind für drei Jahre die künstlerische Leitung der Festspiele Balver Höhle. Motiviert durch eine Mitspielerin im 'Großen Welttheater' von Calderon von 1950, der Balver Bürgerin Agatha Allhoff-Cramer wurde er von 1984 bis 1996 erneut künstlerischer Leiter in Balve.
Er nutzte seine internationalen Verbindungen, um Schauspielern aus ganz Europa die Faszination der Balver Höhle als Bühnenraum nahezubringen. Seine Inszenierung des von ihm adaptierten Schauspiels Katharina von Georgien nach Andreas Gryphius im ersten Jahr der Festspiele verband er mit einem Gastauftritt des Poljanski-Chores aus Moskau. In diesem Engagement, das von vielen Balvern durch die Unterbringung von Sängern unterstützt wurde, dokumentierte sich sein zentrales friedenspolitisches Anliegen, dem er in seinem Wahlspruch „Kunst kennt keine Grenzen, Kunst führt die Völker zusammen“ Ausdruck gab. In der gleichen Tradition stand die Aufführung des Rustavi-Ensembles aus Tbilissi, dessen Engagement nach Balve ihm durch seine Verbindungen zu Georgien gelang. Etwa zeitgleich organisierte er Lesungen des russischen Schriftstellerverbandes in Balve. Um diese Aufführungen und Engagements zu ermöglichen, setzte er auch private Mittel ein. In einem Interview mit der Westfalenpost äußerte er sich 1984 wie folgt: „Genau dort, wo der Schützenverein traditionell Jahr für Jahr den Vogel abschießt, lasse ich mit der Katharina eine Friedenstaube aufsteigen.“
Die Aufführung des Mysterienspiels Das große Welttheater mit Aktiven des Hermann-Wedekind-Jugendtheaters aus Kutaissi im Jahr 1995 im Rahmen der Festspiele war einer seiner letzten bekannten öffentlichen Auftritte.
Als Ehrenpräsident blieb Hermann Wedekind den Balver Festspielen auch anschließend noch eng verbunden.

## Auszeichnungen
Im Jahr 1970 erhielt er den Professoren-Titel, 1983 den Albert-Schweitzer-Friedens-Preis. Für seine völkerverbindenden Bemühungen wurde Hermann Wedekind mehrfach ausgezeichnet. Er erhielt 1984 das Große Verdienstkreuz des Verdienstordens der Bundesrepublik Deutschland (das Bundesverdienstkreuz Erster Klasse), 1986 den Verdienstorden des Saarlandes, den Verdienstorden des Landes Nordrhein-Westfalen und die Albert-Schweitzer-Friedensmedaille.
Er wurde Ehrenbürger von Kutaissi, wo er Die Physiker von Dürrenmatt inszenziert hatte, und Georgien. 1995 ernannte ihn Präsident Eduard Schewardnadse zum Ersten Ehrenbürger der Republik Georgien.

## Orte des Wirkens
Stätten seiner Inszenierungen waren in der BRD Aachen, Bielefeld, Fulda, Dortmund, Gelsenkirchen, Oberhausen, Gandersheim, Balve, Bonn, Münster, Hannover, Köln, Wiesbaden Karlsruhe, Mainz, Saarbrücken und Oldenberg, im Ausland Basel, Zürich (dort auch Gastspiel Der Fliegende Holländer), Wien, Mörbisch, Linz, Nancy, Bukarest, Graiova, Constanza, Pittbourgh, Barcelona, Teheran, Enschede, Danzig, Tbilissi, Kutaissi, Telawi (dort mit Kabale und Liebe) und Moskau, wo er bereits im Sommer 1972 gewesen war.

## Rollen als Schauspieler und Sänger
Als Schauspieler spielte er die Rollen Melchtal (Rudenz), Don Manuel/Philipp (Schiller), Ruprecht (Kleist), Othello und Zettel (Shakespeare), Mauler (Brecht), Negerpfarrer (Weill). Zu seinen Gesangsrollen gehörten Bajazzo, Ganio, Tonio, Romeo, Alvaro und Des Grieux; er wirkte an den Staatsopern von Danzig, Dresden, Bonn, Münster, Basel und Saarbrücken.